# Robert Gratza
Robert Gratza (* 19. April 1978 in Katowice) ist ein ehemaliger deutsch-polnischer Eishockeyspieler, der unter anderem für den Iserlohner EC und SC Bietigheim-Bissingen in der zweithöchsten deutschen Spielklasse aktiv war.

## Karriere
Robert Gratza begann seine Eishockeykarriere im Nachwuchs des Schwenninger ERC und spielte unter anderem für die U20-Mannschaft in der Junioren-Bundesliga. Im Alter von 16 Jahren wurde er in die zweite Senioren-Mannschaft, die Fire Wings, aufgenommen, die in der damals drittklassigen 2. Liga antrat. In der Saison 1997/98 wurde er nach einem Probetraining vom Zweitligisten Iserlohner EC (IEC) verpflichtet. Insgesamt blieb er etwa zweieinhalb Jahre beim IEC, erhielt nach dessen Einstieg in die Deutsche Eishockey Liga (DEL) im Jahr 2000 aber keinen neuen Vertrag mehr.
Gratza schloss sich daraufhin dem SC Bietigheim-Bissingen aus der 2. Bundesliga an. Für die Steelers ging er sechs Jahre lang aufs Eis und erzielte 34 Tore in 258 Spielen. In der Saison 2004/05 fiel er mit einer Verletzung für längere Zeit aus. Er beendete seine Karriere im Jahr 2006, kehrte aber 2011 als Nachwuchstrainer zu den Steelers zurück. Bis 2019 trainierte er unterschiedliche Altersgruppen. 

## Karrierestatistik
(Legende zur Spielerstatistik: Sp oder GP = absolvierte Spiele; T oder G = erzielte Tore; V oder A = erzielte Assists; Pkt oder Pts = erzielte Scorerpunkte; SM oder PIM = erhaltene Strafminuten; +/− = Plus/Minus-Bilanz; PP = erzielte Überzahltore; SH = erzielte Unterzahltore; GW = erzielte Siegtore; 1 Play-downs/Relegation; Kursiv: Statistik nicht vollständig)